# Jatuni
Jatuni (Samisch: Jáhton) is een Saami-nederzetting binnen de Finse gemeente Enontekiö. Het dorpje ligt ingeklemd tussen de Europese weg 8 en de Muonio. Het dorp bestaat uit een klein aantal huizen, die zo verspreid liggen dat van een centrale bebouwing eigenlijk geen sprake is.